# Carmen Laforet
Carmen Laforet Díaz, född 6 september 1921 i Barcelona och uppvuxen på Gran Canaria, död 28 februari 2004 i Madrid, var en spansk författare som var verksam från och med perioden efter spanska inbördeskriget. Hennes författarskap omfattar ett tjugotal titlar, varav debutromanen Nada från 1944 översattes till svenska av Olallo Morales 1949 och av Siri Hultén 2017.
Översättaren Siri Hultén kallar Laforet en "förgrundsgestalt för en ny generation spanska författare" men även "en udda fågel i den spanska litterära världen" i sin magisteruppsats i litterär översättning om arbetet med Nada.
Nada är en av de mest översatta spanska romanerna, men var bortglömd under en lång tid. När Laforet gick bort översattes den snart på nytt till engelska (2007) och sedan följde (ny)översättningar till fler språk.

## Biografi
Laforet flyttade som litet barn med sin familj till Las Palmas från Barcelona. Hennes pappa var arkitekt och hennes mamma utbildad lärare, men arbetade inte som det. Mamman dog när Laforet var ung, bara 13 år (år 1934), vilket satte djupa spår och innebar slutet på det lyckliga familjelivet för Laforet. Hennes pappa gifte om sig men hon kom inte överens med hans nya fru. Inbördeskriget i Spanien hade inte påverkat Kanarieöarna särskilt mycket, så skillnaden var slående för Laforet när hon flyttade till Barcelona för att studera på universitetet 1939.
Laforets första bok, Nada, har många likheter med henne eget liv. Huvudpersonen Andrea kommer till Barcelona för att studera på universitetet och bor hos släktingar där som är märkta av kriget i ett hus i förfall. Bokens titel kommer från en dikt av Juan Ramón Jiménez, som sedan i sin tur prisade romanen. 1947 kom en film baserad på romanen, men den ogillade Laforet starkt.
Hon gifte sig med Manuel Cerezales 1946 och fick sedan fem barn med honom. De skilde sig 1970.

## Priser
- Premio Nadal 1944
- Fundación Premio Fastenrath 1948